# Gegant blau

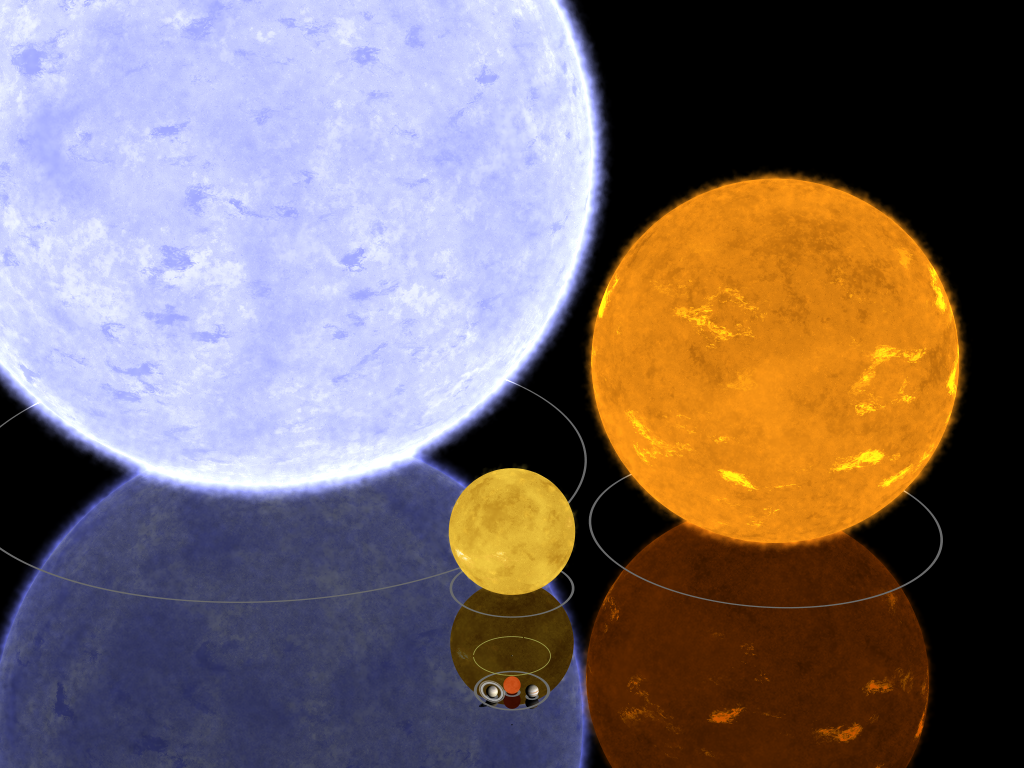
Comparació de Bellatrix (un gegant blau, dalt a l'esquerra), Algol (β Per) (gegant carabassa), el Sol (al centre) i altres objectes.

En astronomia, es denomina gegant blau un estel de tipus espectral O o B i de classe de lluminositat III (gegants). En el diagrama Hertzsprung-Russell, aquests estels se situen en la part superior esquerra, donada la seva alta lluminositat i el seu tipus espectral.

## Característiques físiques
Els gegants blaus són estels de tipus espectral O o B molt lluminosos, que arriben a magnituds -5, -6 i fins i tot majors. Donada la seva elevada temperatura superficial -fins i tot de més de 50.000 kèlvins-, una bona part de la seva radiació s'emet en la regió ultraviolada de l'espectre electromagnètic i lluen amb un color blau, per això reben aquest nom. Es troben en una fase de curta durada, en la qual han acabat la fusió de l'hidrogen i evolucionen cap a una etapa d'expansió i refredament que els durà a convertir-se en gegants roigs. Són estels massius, la vida dels quals és molt curta -de l'ordre de desenes o centenars de milions d'anys- i la teoria actual d'evolució estel·lar prediu que, en la major part dels casos, acabaran la seva vida com a supernoves.
Donada la seva curta vida, comparada amb estels de menor massa com el Sol, sovint se'ls troba prop de nebuloses brillants o formant part d'associacions estel·lars o cúmuls oberts.
Els gegants blaus no s'han de confondre amb els supergegants blaus, com Rigel (β Orionis), ni amb els estels blaus de la seqüència principal, com Regulus (α Leonis).

## Principals gegants blaus
En la taula inferior, hi ha alguns dels gegants blaus més coneguts: 
| Nom       | Denominació de Bayer | Tipus espectral | Lluminositat (sols) | Temperatura (K) | Distància (anys llum) |
| --------- | -------------------- | --------------- | ------------------- | --------------- | --------------------- |
| Spica A   | Alfa Virginis        | B1 III-IV       | 13.400              | 22.400          | 260                   |
| Bellatrix | Gamma Orionis        | B2 III          | 4.000               | 21.500          | 240                   |
| Hadar     | Beta Centauri        | B1 III          | 11.200              | 22.500          | 530                   |
| Murzim    | Beta Canis Majoris   | B1 II-III       | 34.000              | 25.800          | 500                   |
|           | Alpha Lupi           | B1.5 III        | 20.000              | 21.600          | 550                   |
|           | Beta Lupi            | B2 III          | 13.600              | 22.650          | 525                   |
| Alfirk    | Beta Cephei          | B2 IIIv         | 14.600              | 26.700          | 595                   |
| Alcíone   | Eta Tauri            | B7 IIIe         | 1.400               | 13.000          | 440                   |